# Dot és a bálna
A Dot és a bálna (eredeti cím: Dot and the Whale) 1986-ban bemutatott ausztrál rajzfilm, amely a Dot-sorozat hatodik része. A forgatókönyvet John Palmer írta, a rajzfilmet Yoram Gross rendezte, a zenéjét Guy Gross szerezte. A Yoram Gross Films készítette, a Hoyts Distribution forgalmazta. 
Ausztráliában 1986. október 30-án mutatták be a mozikban, Magyarországon 1991. szeptember 14-én az MTV1-en vetítették le a televízióban.

## Szereplők
| Szereplő               | Eredeti hang | Magyar hang     |
| ---------------------- | ------------ | --------------- |
| Dot                    | Robyn Moore  | Györgyi Anna    |
| Tonga                  | Robyn Moore  | Mányai Zsuzsa   |
| Alex                   | Robyn Moore  | Lippai László   |
| Miss Sparrow           | Robyn Moore  | Bakó Márta      |
| Mrs. Pinger            | Robyn Moore  | Szécsi Vilma    |
| Copfos lány            | Robyn Moore  | Balogh Erika    |
| Női riporter           | Robyn Moore  | Jani Ildikó     |
| Nelson                 | Keith Scott  | Szakácsi Sándor |
| Gömbhal a búvárruhában | Keith Scott  | Szakácsi Sándor |
| Owen                   | Keith Scott  | Bor Zoltán      |
| Halbolt tulajdonos     | Keith Scott  | Borbély László  |
| Mr. Cargo              | Keith Scott  | Kránitz Lajos   |
| Joe                    | Keith Scott  | Schnell Ádám    |
| Riporter               | Keith Scott  | Koroknay Géza   |
| Teknős                 | Keith Scott  | Kristóf Tibor   |
| Polip                  | Keith Scott  | Juhász Jácint   |
| Rémes rák              | Keith Scott  | Felföldi László |
| Pingvin papa           | Keith Scott  | Felföldi László |
| Sirály                 | Keith Scott  | Bartucz Attla   |
| Moby Dick              | Keith Scott  | Fülöp Zsigmond  |
| Mesélő                 | Keith Scott  | Kertész Zsuzsa  |

## Betétdalok
- Mother Sea
- Fish 'n' Chips
- The Whale Song
- Save the Whale
- Mother Sea (end title)

## Televíziós megjelenések
TV-1 